# Lei de Joule

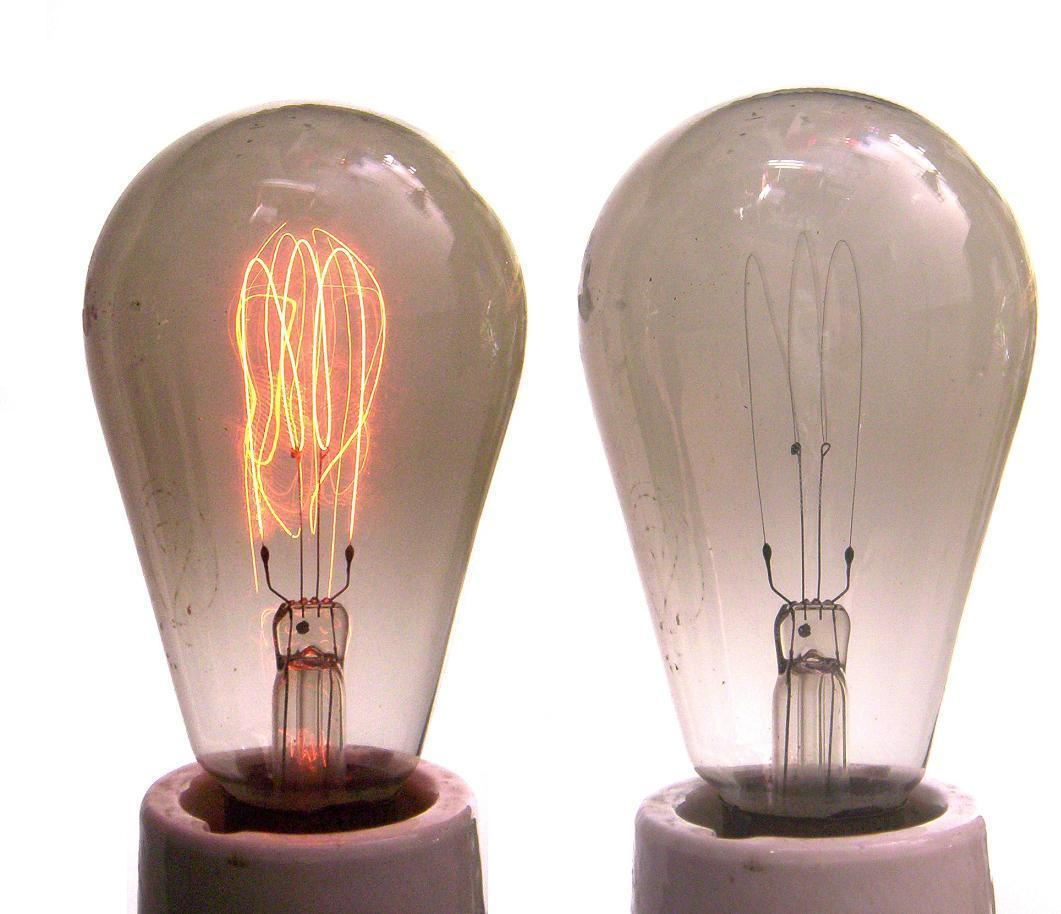
Lâmpada de filamento de carbono, aquecido pela passagem de corrente elétrica (efeito Joule).

A lei de Joule (também conhecida como efeito Joule ou efeito térmico) é uma lei física que expressa a relação entre o calor gerado e a corrente elétrica que percorre um condutor em determinado tempo. Um condutor, é um material nos qual as cargas elétricas se deslocam de maneira relativamente livre. Quando esses materiais são carregados em alguma região pequena, a carga distribui-se prontamente sobre toda a superfície do material. O nome é devido a James Prescott Joule (1818–1889) que estudou o fenômeno em 1840 e, um ano mais tarde, publicada na Philosophical Magazine, pela Royal Society.

## Definição
Ela pode ser expressa por:
{\displaystyle Q=I^{2}\cdot R\cdot t}
onde:
- Q é o calor gerado por uma corrente elétrica percorrendo uma determinada resistência elétrica por determinado tempo;
- I é a corrente elétrica que percorre o condutor com determinada resistência R;
- R é a resistência elétrica do condutor;
- t é a duração ou intervalo de tempo em que a corrente elétrica percorreu ao condutor.

Se a corrente não for constante em relação ao tempo:
{\displaystyle Q=R\int _{t_{1}}^{t_{2}}i^{2}dt\,}

## Termodinâmica
Quando uma corrente elétrica atravessa um material condutor, há produção de calor. Essa produção de calor é devida ao trabalho realizado para transportar as cargas através do material em determinado tempo.

### Unidade joule
A lei de Joule está relacionada com a definição de joule onde:
- Um joule é o trabalho realizado para transportar um coulomb (unidade de medida da carga elétrica) de um ponto para outro, estando os dois pontos a uma diferença de potencial de um volt (unidade de medida da diferença de potencial);
- O trabalho é dado por:

{\displaystyle \ W=Q.U}
Onde:
- W é o trabalho elétrico (em joule).;
- Q é a carga (em coulomb);
- U é a diferença de potencial (em volt).

## Teoria cinética
A nível molecular o aquecimento acontece por causa da colisão dos elétrons com os átomos do condutor, em que o momento é transferido ao átomo, aumentando a sua energia cinética (ver calor).
Podemos dizer, portanto, que, quando o elétron colide com os átomos, fazem com que os núcleos vibrem com maior intensidade. O grau de agitação molecular é chamado de temperatura, ou seja, quando os elétrons colidem, aumentam a energia cinética dos átomos, sua temperatura.

### Efeito de Joule
A passagem da corrente elétrica num condutor provoca o aumento de temperatura liberando calor. A energia elétrica que se transforma em energia calorífica num receptor ou condutor, é diretamente proporcional à resistência elétrica, ao quadrado da intensidade da corrente que o percorre e ao tempo de passagem da corrente. Esta lei é traduzida matematicamente pela seguinte expressão:
{\displaystyle W=R\cdot I^{2}\cdot t}
Em que:
- W — é o trabalho ou a energia dissipada por efeito joule (em joules);
- R — é a resistência elétrica (em ohms);
- I — é a intensidade de corrente que percorre o receptor ou condutor (em ampères);
- t — o tempo de passagem da mesma corrente (em segundos).

## Vantagens e inconvenientes

### Vantagens
A corrente elétrica ao atravessar um condutor, provoca nele um aumento de temperatura. Este efeito é aproveitado em ferros de passar, aquecedores, soldadores elétricos, secador de mãos, fogões, fornos, iluminação, proteção de instalações elétricas (fusíveis e disjuntores), etc.

### Inconvenientes
Em grande parte de aplicações da energia elétrica, a produção de calor correspondente a perdas e em algumas situações pode originar danos mais ou menos graves, nomeadamente quando se verifica um curto-circuito ou maus contatos. Daí há necessidade de utilizar condutores devidamente calibrados para a corrente que vão suportar, bem como prever as proteções e isolamentos convenientes.

## Potência dissipada
Nos resistores elétricos pode-se calcular a potência dissipada utilizando a Lei de Joule:
{\displaystyle P=Q/t=I^{2}\cdot R}

## Aplicações
- Nas diferentes tensões no transporte da energia elétrica.

É, principalmente, por causa do efeito Joule que a energia elétrica é transportada em longas distâncias em tensões mais altas, normalmente 13 800 V das subestações até os transformadores de rua (distribuição) ou 138 000 V entre subestações (transmissão), podendo admitir também valores superiores ou distintos a depender das distâncias a percorrer das linhas de transmissão ou distribuição. O fornecimento padrão urbano é de 220 V bifásico ou trifásico ou de 127 V monofásico; também sendo possível o fornecimento por parte da concessionária de outros valores de tensão de acordo com o tipo de consumidor (127 V - 220 V - 380 V - 440 V - 760 V - 4 160 V - 13 800 V... etc.). Já em zonas rurais a distribuição normalmente se dá por redes monofásicas de alta tensão. A maior tensão permite que a corrente seja menor (para uma mesma potência , {\displaystyle P=U\cdot I} ) e assim menos energia desperdiçada no efeito Joule (o outro motivo é o uso de cabos mais finos em secção reta com a economia do material condutor e estrutura de sustentação).
- Em aquecedores, lâmpadas e fusíveis é a lei de joule (juntamente com outras de transferência de calor) que permite calcular as dimensões adequadas para o correto funcionamento destes dispositivos.
- O efeito Joule é o princípio da soldagem por resistência, que aquece um ponto entre duas chapas até o ponto de fusão dos metais através de uma corrente elétrica.